# Punta delle Serene
La punta delle Serene (2.643 m s.l.m.) è una montagna delle Alpi di Lanzo e dell'Alta Moriana nelle Alpi Graie. Si trova in Piemonte nelle Valli di Lanzo, in comune di Balme.

## Descrizione

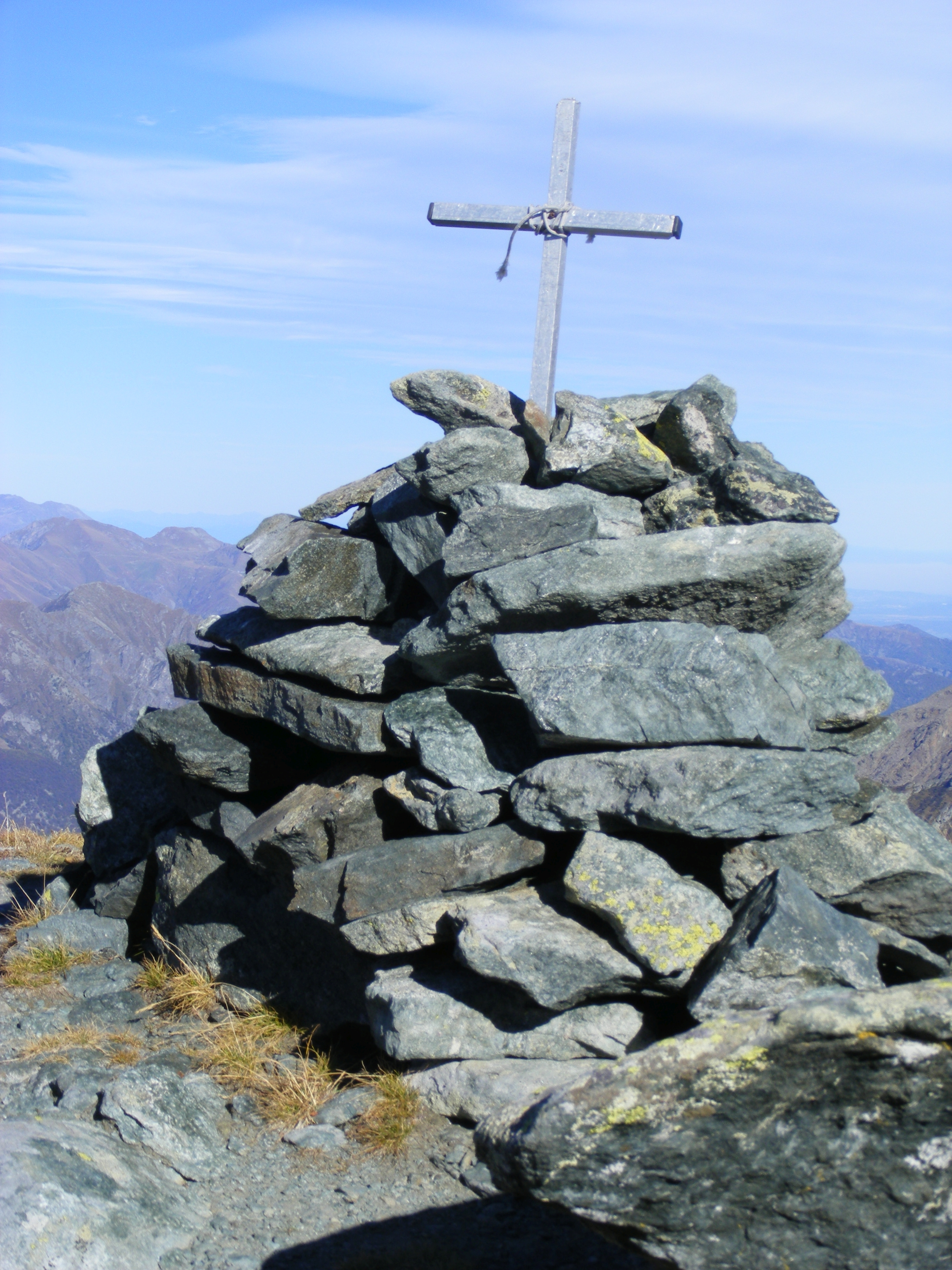
L'ometto e la croce sulla sommità

La montagna si trova su un costolone che si stacca dal crinale spartiacque tra la Valle di Viù e la Val d'Ala il quale, dirigendosi verso nord-est, divide tra loro la conca di Pia Saulera (a ovest) dal Vallone del Rio Paschiet. Il Colle delle Pariate divide la Punta delle Serene dalla parte più meridionale del costolone, che a nord continua con la Rocca Tovo. Sul punto culminante sorge una piccola croce di vetta sostenuta da un ometto di pietrame.

## Accesso alla vetta
La via normale di salita parte dal Pian della Mussa e passando per il Pian Saulera raggiunge il Colle delle Pariate, dal quale per tracce di sentiero verso sinistra si può salire alla vetta. La salita è valutata di una difficoltà escursionistica E. Esistono vie alpinistiche sulla grande parete nord-ovest a opera di Berta, Grassi, Aimone, Giustetto, Sguayzer (2014-2018); si tratta di itinerari di 200-250 m. in  parte o totalmente attrezzati. Le difficoltà vanno da D+ a TD.

## Punti d'appoggio
Al Pian della Mussa è presente il Rifugio Città di Cirié che può essere utilizzato come punto d'appoggio.

## Cartografia
- Cartografia ufficiale italiana dell'Istituto Geografico Militare (IGM) in scala 1:25.000 e 1:100.000, consultabile on line
- Istituto Geografico Centrale - Carta dei sentieri e dei rifugi scala 1:50.000 n. 2 Valli di Lanzo e Moncenisio
- Istituto Geografico Centrale - Carta dei sentieri e dei rifugi scala 1:25.000 n.110 Alte Valli di Lanzo (Rocciamelone - Uja di Ciamarella - Le Levanne)